# Fantômas (pel·lícula de 1913)
Fantômas és una pel·lícula de Louis Feuillade, estrenada el 1913. Aquesta és la primera d'una sèrie de 5 pel·lícules. La seguiran Juve contre Fantômas, Le Mort qui tue el 1913, Fantômas contre Fantômas i Le Faux Magistrat el 1914.

## Sinopsi
Un lladre ha irromput a l'hotel de la princesa Danidoff a París. A més, marca la seva visita amb una targeta de visita signada Fantômas. L'inspector Juve investiga. Està dividida en tres episodis
1. Le Vol du Royal-Palace-Hôtel[2]
2. La Disparition de Lord Beltham[3]
3. Autour de l'échafaud

## Repartiment
- Georges Melchior: Jérôme Fandor, periodista a La Capitale
- René Navarre: Fantômas / Major Gurn
- Edmond Bréon: Inspector Juve
- Renée Carl: Lady Beltham, mestressa de Fantômas
- Jane Faber: princesa Sonia Danidoff
- Naudier: el guardià Nibet, còmplice de Fantômas
- Volbert: actor Valgrand
- Maillard: el tocador de Valgrand
- Yvette Andréyor: Josephine

## Cartell
La versió inicial del cartell de la pel·lícula, que representava a Fantômas aixafant el jutjat amb el peu i sostenint un punyal a la mà dreta, va ser la primera que va patir censura, la qual cosa explica l'estranya posició del personatge.

## Bibliografia

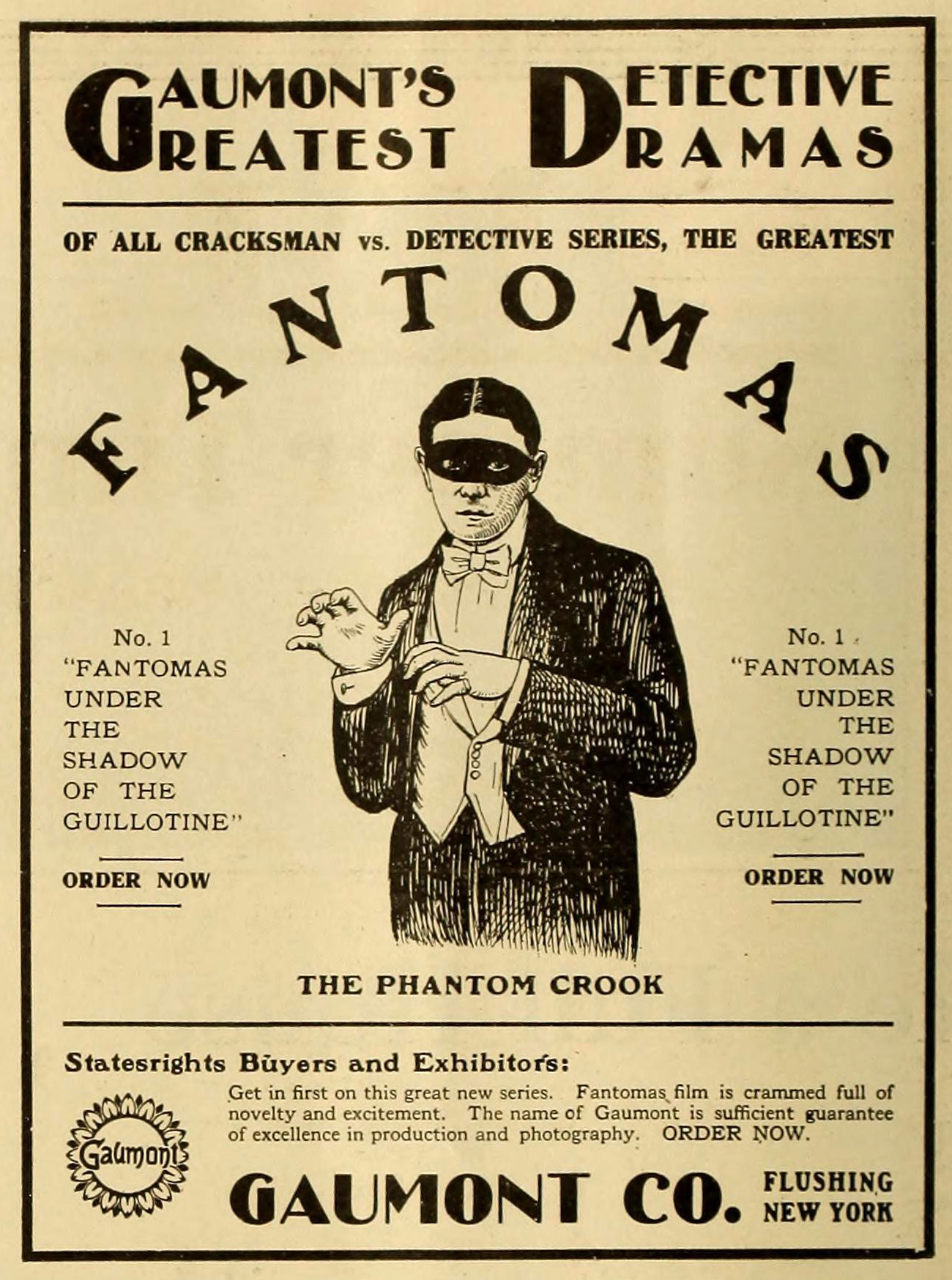
Fantomas the Phantom Crook.
Publicitat estatunidenca de la primera pel·lícula de la sèrie (revista Motography, vol. X, n°2, 26 juillet 1913).

## Galeria

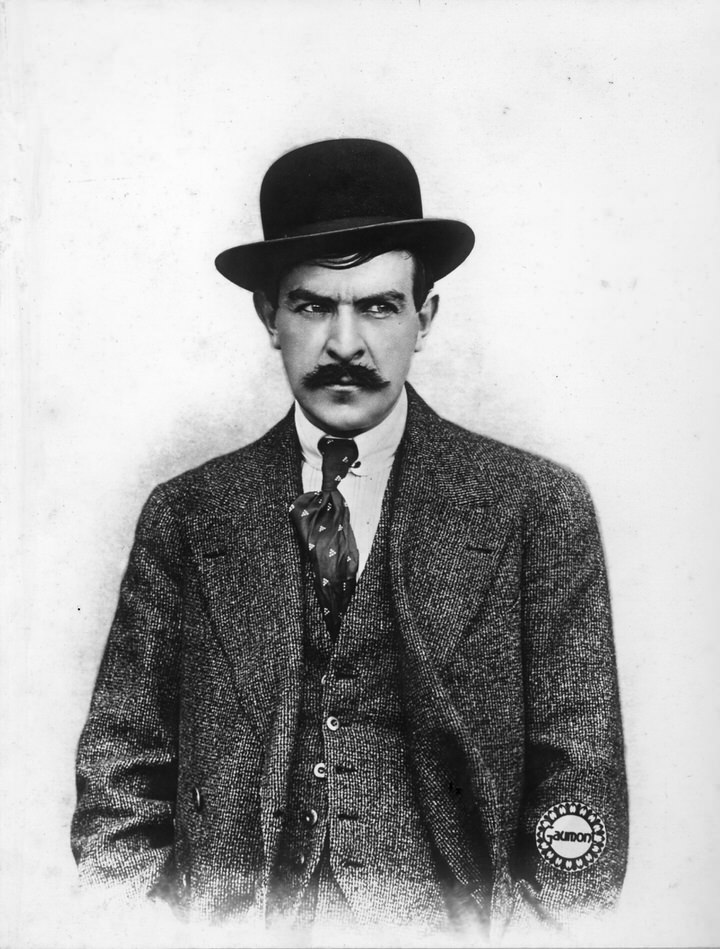
René Navarre (Fantômas).
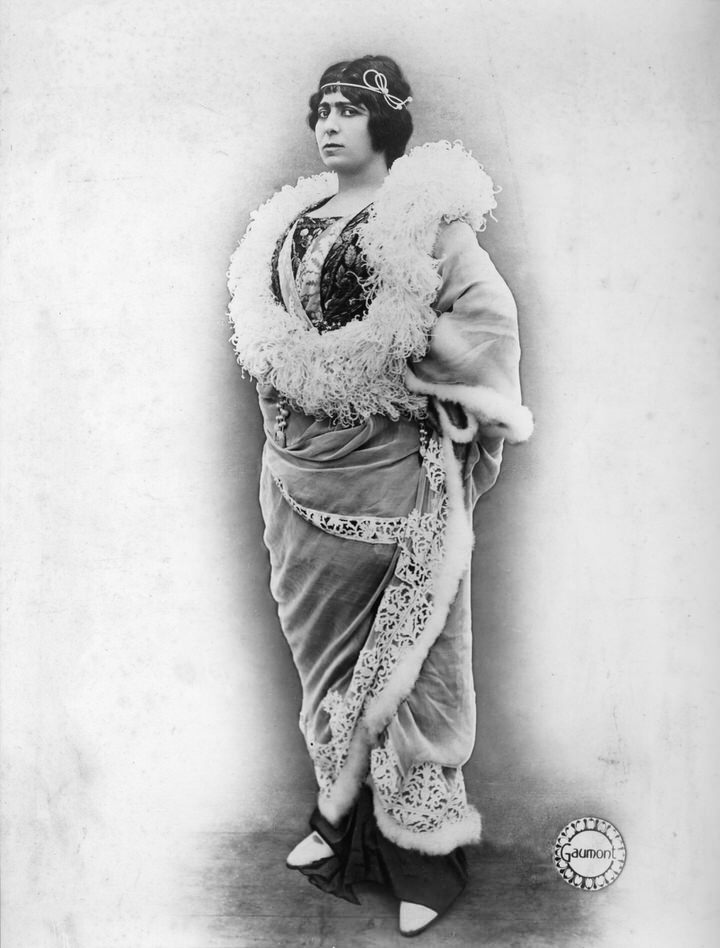
Renée Carl (Lady Beltham).
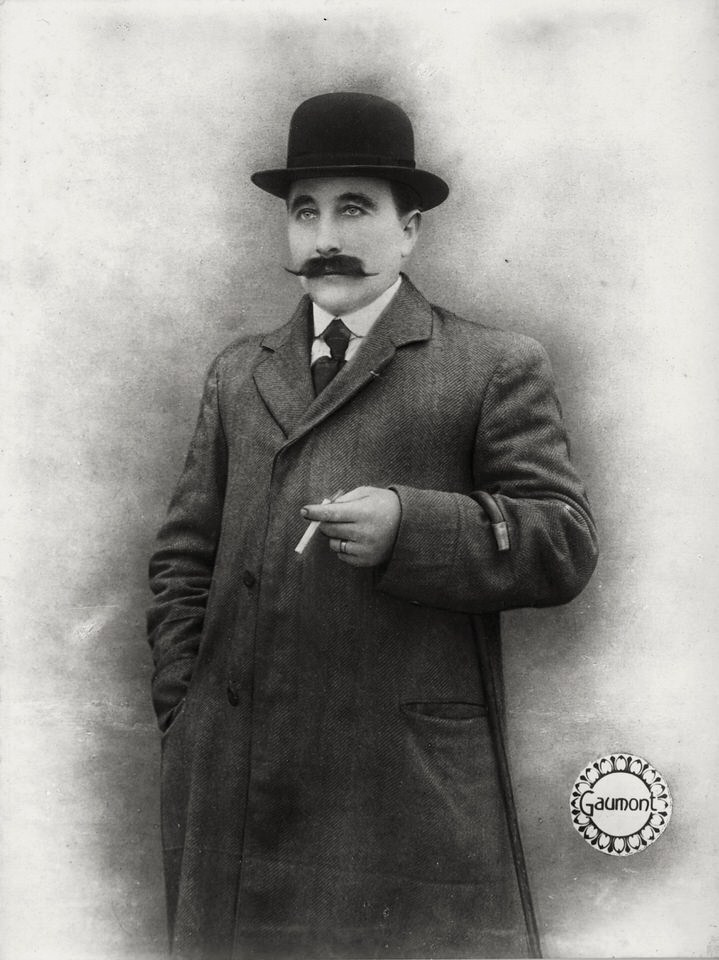
Edmond Bréon (inspector Juve).
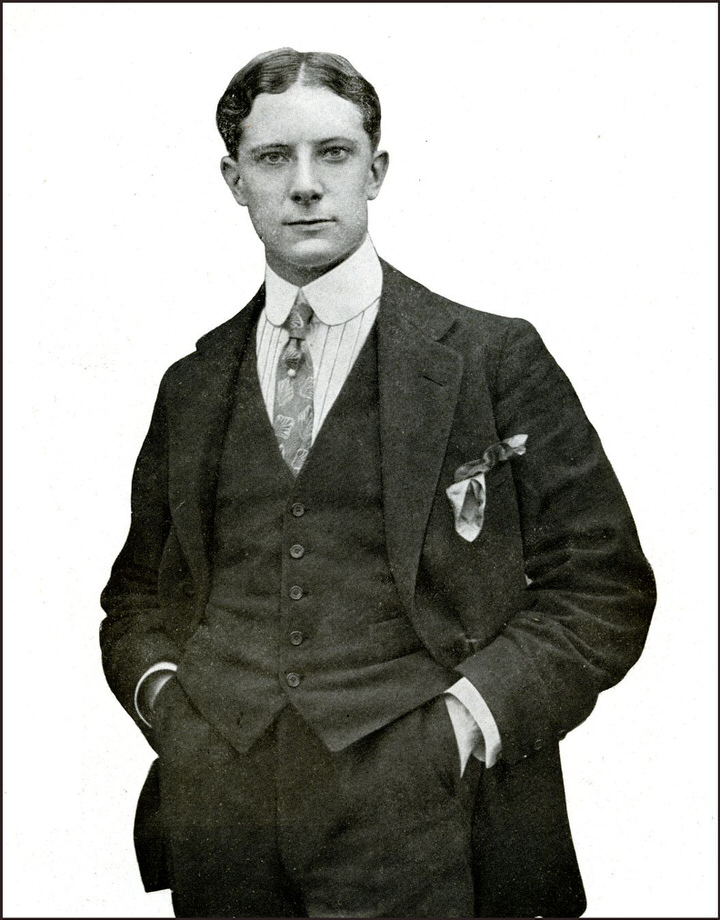
Georges Melchior (Fandor).
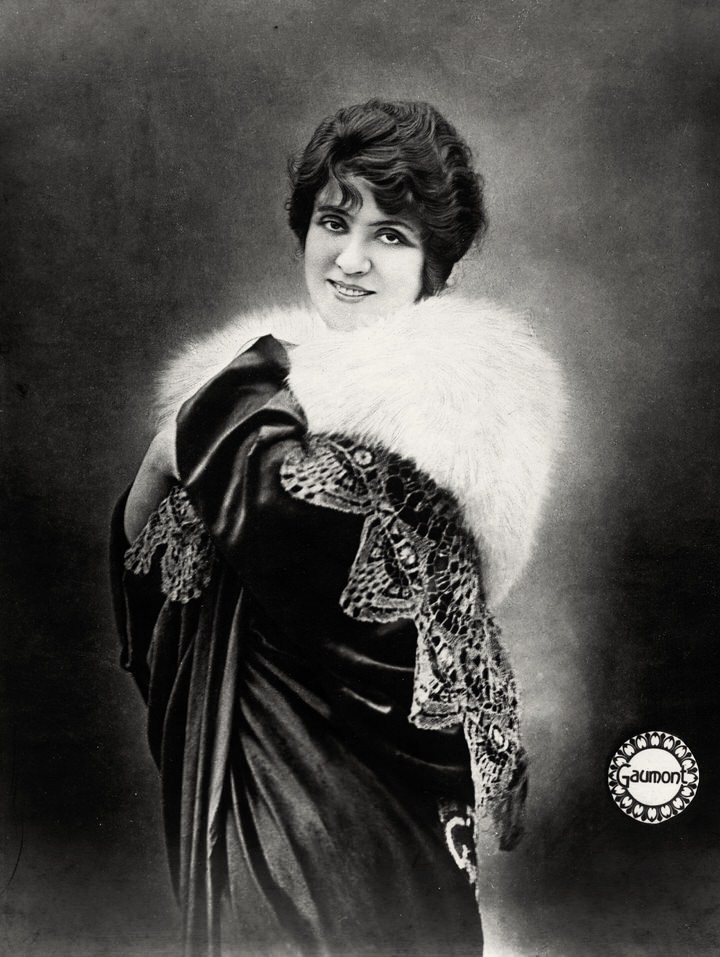
Jane Faber (princesa Danidoff).